# 塞勒 (康塔尔省)
塞勒（法語：Celles，發音：[sɛl] ⓘ）是法国康塔尔省的一个市镇，位于该省中东部，属于圣弗卢尔区。塞勒曾于2016年12月1日与邻近的4个市镇合并为新市镇讷萨格昂皮纳泰勒，成为了讷萨格昂皮纳泰勒的委派市镇。2025年1月1日，讷萨格昂皮纳泰勒拆分回原来的5个市镇，塞勒重新成为独立市镇。

## 地理
塞勒（45°6'54.000"N, 2°57'15.001"E）面积18.35 平方千米，位于法国奥弗涅-罗讷-阿尔卑斯大区康塔爾省，该省份为法国中南部省份，位于法國中央高原中心，北起科雷兹省、上盧瓦爾省和多姆山省，西接洛特省和科雷兹省，南至阿韦龙省和洛特省，东临上盧瓦爾省和洛泽尔省。
与塞勒接壤的市镇（或旧市镇、城区）包括：拉沙佩勒达拉尼翁、科尔蒂讷、于塞勒、维拉尔格、讷萨格-穆瓦萨克、沙利纳尔格。
塞勒的时区为UTC+01:00、UTC+02:00（夏令时）。

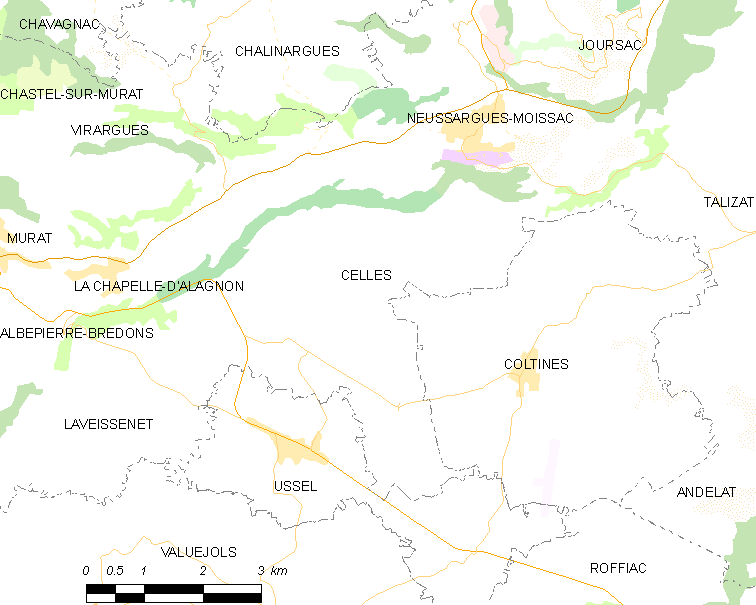
塞勒的OSM定位图

## 行政
塞勒的邮政编码为15170，INSEE市镇编码为15031。

## 政治
塞勒所属的省级选区为米拉县。

## 人口

1962-2008年间塞勒人口变化图示

塞勒于2022年1月1日时的人口数量为217人。